# Sarah Silverman
Sarah Silverman   (Bedford, 1 de desembre de 1970) és una comediant, actriu i escriptora estatunidenca d'origen jueu. Tot i que normalment es fa dir Sarah Silverman, algunes vegades se l'anomena pel seu sobrenom Big S o Sarah 'Big S' Silverman. Sarah va cursar estudis de secundària en la Derryfield School a Manchester, Nou Hampshire i va viure a Bedford, New Hampshire. En la seva comèdia satírica, tracta temes tabú socials, i assumptes polèmics com ara el racisme, sexisme i religió.
Les seves representacions còmiques són algunes vegades realitzades des de la caricaturització o des de la perspectiva de l'estereotip de princesa judeo-nord-americana, en el qual, segons l'escriptor Michael Musto de The Village Voice, fingeix intolerància religiosa i estereotips ètnics o de tall religiós, abraçant-les irònicament.

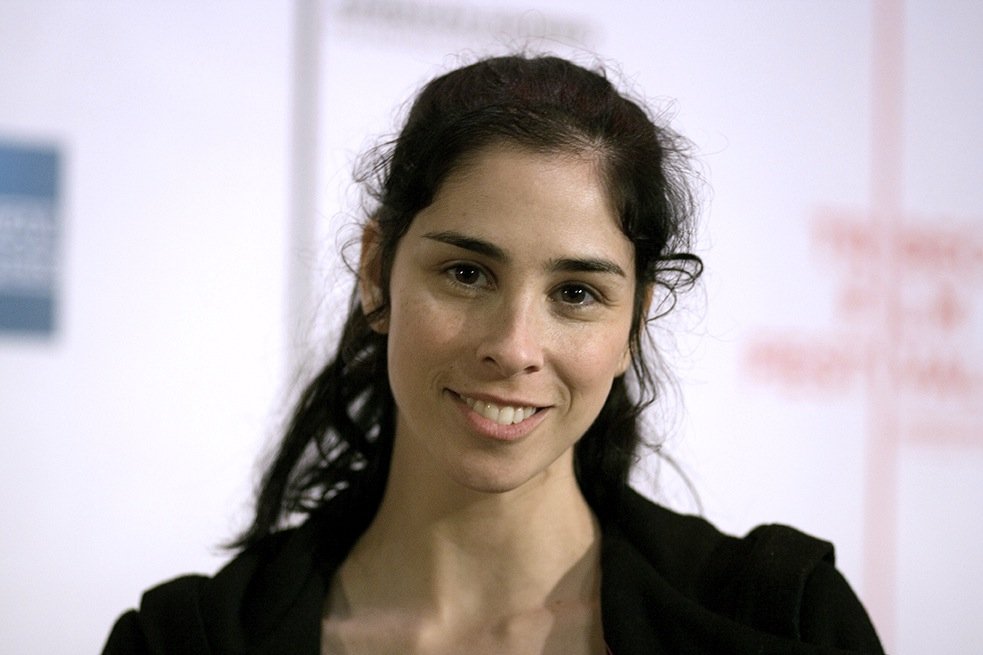
Sarah Silverman en el Festival de Cinema de Tribeca de 2007.

El 2012, Sarah Silverman va participar en la pel·lícula d'animació Wreck-it Ralph com Vanellope vom Schweetz (Veu). Silverman protagonitza i produeix The Sarah Silverman Program, el qual va debutar l'1 de febrer de 2007 en Comedy Central.

## Biografia
Silverman, que va néixer en el si d'una família jueva, va comentar que estava amb Dave Attell en una de les seves aparicions al programa de ràdio de Howard Stern. Silverman també va estar relacionada amorosament amb Colin Quinn durant la seva carrera a Saturday Night Live. La informació està basada en un rumor per ambdues parts. En la seva primera aparició en el xou de Stern al juny de 2001, ella va dir que estava sortint amb algú anomenat Tom que havia escrit per a SNL i Michael Moore.
Des de 2002 fins a 2009, Silverman va mantenir una relació amb Jimmy Kimmel, director de Jimmy Kimmel Live. És una relació a la qual ella es refereix en algunes parts del seu material còmic:
"I'm Jewish but, I wear this Saint Christopher medal sometimes, my boyfriend is Catholic—but you know... it was cute the way he gave it to me. He said if it doesn't burn a hole through my skin it will protect me" (Sóc jueva però, de vegades porto aquesta medalla de Sant Cristòfor, el meu promés és catòlic—però ja saps... va ser bonica la manera en què ell me la va donar. Em va dir que si no em provoca un forat en la meva pell, em protegirà)".
"I'm not going to make fun of Jimmy anymore because he might withhold his tiny penis from me" (No em riuré més de Jimmy perquè podria privar-me del seu diminut penis). Silverman i Jimmy Kimmel es van separar al març de 2009.
Silverman és una admiradora de Jenny Lewis i va aparèixer en un dels seus vídeos musicals. També és fanàtica del còmic Steve Martin que va ser una de les seves grans inspiracions per fer-se còmica.
Silverman reconeix la seva batalla contra la depressió clínica, reconeixent atacs de desesperació emocional i la presa (per prescripció mèdica) del medicament Sertralina. Silverman ha dit que és abstèmia perquè l'alcohol li dona nàusees. No obstant això, ha afirmat que fuma marihuana almenys quatre dies a la setmana.
Silverman diu que no desitja casar-se fins que les parelles del mateix sexe ho puguin fer. Declara que no desitja tenir fills biològics perquè seria "vanitós", ja que ja "hi ha milions de nens sense els seus pares" i per evitar que poguessin heretar la seva depressió. El 2017, Silverman va dir que ha prioritzat la seva carrera artística, constantment en gira, en lloc de la maternitat.
Gaudeix jugant al scrabble a Internet i un dels seus contrincants assidus és Alyssa Milano, que viu al seu mateix edifici.

## Carrera
Silverman va aconseguir la fama després de guanyar un paper en les temporades de 1993-1994 de Saturday Night Live. Era una escriptora i intèrpret estel·lar llavors, però va ser acomiadada després d'una temporada perquè només havia escrit un esbós que va sobreviure a través del dress rehearsal i cap dels que va fer es va transmetre. Bob Odenkirk, un antic escriptor d'SNL que coneixia la seva comèdia stand-up a Los Angeles va comentar sobre aquest tema perquè va ser acomiadada: "I could see how it wouldn't work at SNL because she's got her own voice, she's very much Sarah Silverman all the time. She can play a character but she doesn't disappear into the character —she makes the character her-" (Era previsible que no funcionaria en SNL perquè té la seva pròpia veu, ella és molt Sarah Silverman tot el temps. Pot interpretar un personatge però no desapareix en el personatge —fa que el personatge sigui ella-). Silverman va indicar que va ser acomiadada d'SNL d'una manera indigna (via fax) i aquest disgust la va engrandir. Aquesta situació va ser parodiada quan va aparèixer en l'episodi "The New Writer" de The Larry Sanders Show, en el qual apareix com la nova escriptora del staff de Larry i els seus acudits no es van fer servir a causa del xovinisme, la desconsideració per les actrius femenines i els possibles prejudicis de l'escriptor principal masculí de la comèdia que afavoreix a les bromes dels seus coescriptors masculins.
Llavors es va traslladar al xou de comèdia d'esquetxos Mr. Show with Bob and David  de la HBO, on va ser una intèrpret estel·lar. Silverman va fer aparicions com a convidada en diversos programes, com l'episodi "The Money" de Seinfeld el 1997, l'episodi Future's End sobre un viatge a través del temps a Star Trek: Voyager i com una sèrie regular en la TV presentant-se a Greg the Bunny (2002), interpretant personatges seriosos, així com la veu del personatge "Hadassah Guberman" en la comèdia de televisió de titelles Crank Yankers. Ha tingut petits papers en diverses pel·lícules com There's Something About Mary, Digues que no és veritat, Escola de Rock, The Way of the Gun, Overnight Delivery, Screwed, Heartbreakers, Evolution, School for Scoundrels i Rent, interpretant una barreja de papers còmics i seriosos. L'11 de novembre de 2005 la seva comèdia stand-up (one-woman show) va ser llançada com un film característic, Sarah Silverman: Jesus Is Magic. Com a part de la campanya publicitària que envoltava a la pel·lícula, Silverman va fer diverses aparicions, incloent via online en Slate, com a tema de la coberta en la revisa Heeb i actuant en les roasts de Comedy Central de Pamela Anderson i Hugh Hefner.
A Jimmy Kimmel Live va parodiar esquetxos de Chappelle's Show, com un punt de vista del que succeiria si hagués interpretat a Rick James, Tyrone, o com les Pilot Boy Productions però amb la insígnia de Pilot Girl Productions. Aquest segment està basat en un rumor popular que indica que Silverman pot reemplaçar Dave Chappelle després de l'evident mort del seu popular xou televisiu Chappelle's Show.
Silverman va aparèixer en la coberta de la revista dominical de Londres del 12 de març de 2006, The Observer, amb un article titulat "If women aren't funny, how come the world's hottest, most controversial comedian is female?" (Si les dones no són divertides, com és que la comediant més candent i controvertida del món és una dona?).
El 2006, es va posicionar en el lloc 50 de la Hot 100 List anual de la revista Maxim.
El 2007 es va situar en el lloc 29 i va aparèixer en la coberta de la Hot 100 List de Maxim.

## Filmografia

### Cinema
| Any          | Títol                                                   | Paper                                 | Notes                           |
| ------------ | ------------------------------------------------------- | ------------------------------------- | ------------------------------- |
| 1997         | Who's the Caboose?                                      | Susan                                 | També coproductor               |
| 1998         | Overnight Delivery                                      | Turran                                |                                 |
| 1998         | Bulworth                                                | Assistent política                    |                                 |
| 1998         | There's Something About Mary                            | Brenda                                |                                 |
| 1999         | El solter (The Bachelor)                                | Carolyn                               |                                 |
| 2000         | What Planet Are You From?                               | Dona a l'avió                         | No apareix als títols de crèdit |
| 2000         | Screwed                                                 | Hillary                               |                                 |
| 2000         | Segrest infernal (The Way of the Gun)                   | Dona enrabiada                        |                                 |
| 2001         | Say It Isn't So                                         | Gina                                  |                                 |
| 2001         | Heartbreakers                                           | Linda                                 |                                 |
| 2001         | Evolution                                               | Denise                                |                                 |
| 2002         | Run Ronnie Run!                                         | Productora executiva nº3 de la cadena |                                 |
| 2003         | School of Rock                                          | Patty Di Marco                        |                                 |
| 2003         | Bad Santa                                               | Professora                            | No apareix als títols de crèdit |
| 2004         | Hair High                                               | Cherri (veu)                          |                                 |
| 2004         | Nobody's Perfect                                        | N/D                                   | Curtmetratge                    |
| 2005         | The Aristocrats                                         | D'ella mateixa                        | Documental                      |
| 2005         | Sarah Silverman: Jesus Is Magic                         | D'ella mateixa                        | També guionista                 |
| 2005         | Rent                                                    | Alexi Darling                         |                                 |
| 2006         | I Want Someone to Eat Cheese With                       | Beth                                  |                                 |
| 2006         | School for Scoundrels                                   | Becky                                 |                                 |
| 2007         | Futurama: Bender's Big Score                            | Michelle (veu)                        | Directe a vídeo                 |
| 2008         | Super High Me                                           | D'ella mateixa                        | Documental                      |
| 2008         | A Bad Situationist                                      | Jamy Shonelike                        | Directe a vídeo                 |
| 2009         | Saint John of Las Vegas                                 | Jill                                  |                                 |
| 2009         | Funny People                                            | D'ella mateixa                        | Cameo                           |
| 2010         | Peep World                                              | Cheri Meyerwitz                       |                                 |
| 2011         | The Muppets                                             | Recepcionista de restaurant           | Cameo                           |
| 2011         | Take This Waltz                                         | Geraldine                             |                                 |
| 2012         | En Ralph, el destructor (Wreck-It Ralph)                | Vanellope von Schweetz (veu)          |                                 |
| 2014         | Gravy                                                   | Bethany                               |                                 |
| 2014         | A Million Ways to Die in the West                       | Ruth                                  |                                 |
| 2014         | Cops, Cum, Dicks and Flying                             | Tinent Silverman                      | Curtmetratge                    |
| 2015         | I Smile Back                                            | Elaine "Laney" Brooks                 |                                 |
| 2015         | Ashby                                                   | June Wallis                           |                                 |
| 2016         | Punching Henry                                          | Sharon Levine                         |                                 |
| 2016         | You Can Never Really Know Someone                       | Gretchen                              | Curtmetratge                    |
| 2016         | Popstar: Never Stop Never Stopping                      | Paula Klein                           |                                 |
| 2017         | The Book of Henry                                       | Sheila                                |                                 |
| 2017         | Battle of the Sexes                                     | Gladys Heldman                        |                                 |
| 2018         | The Zen Diaries of Garry Shandling                      | D'ella mateixa                        | Documental de HBO de dues parts |
| 2018         | En Ralph destrueix internet (Ralph Breaks the Internet) | Vanellope von Schweetz (veu)          |                                 |
| Per estrenar | Marry Me                                                | Parker                                | Filmant                         |

## Controvèrsies
Silverman va causar una breu controvèrsia després d'usar el terme pejoratiu "chink" en una entrevista en l'episodi del dia 11 de juliol de 2001 de Late Night with Conan O'Brien. En l'entrevista, Silverman va explicar que un amic li havia aconsellat escriure un comentari racista en el formulari de selecció per evitar actuar com a jurat, "something inappropriate, like 'I hate chinks'" (alguna cosa inadequat, com l'odi als xinesos'). No obstant això, Silverman, va dir en última instància que no volia que pensessin que era una racista, llavors va dir, "I wrote 'I love chinks' – and who doesn't?" (Jo vaig escriure estimo als xinesos' – i qui no?). A pesar que Silverman va afirmar estar satiritzant el pensament racista, Guy Aoki, cofundador i cap de la Media Action Network for Asian Americans (MANAA), oposada a l'ús de la seva denominació pejorativa, va dir que la transmissió de la NBC va ser imperdonable. L'NBC i O'Brien van publicar una disculpa, però Silverman no ho va fer, apareixent més endavant en Politically Incorrect el 26 de juliol i el 22 d'agost de 2001. Durant el primer episodi, l'actriu Kelly Hu va indicar que entenia la broma, i no li va tenir en compte a Sarah. Silverman va qüestionar la sinceritat de Aoki, acusant-la d'explotar l'oportunitat per publicitar-se profesionalment. Durant el segon episodi, Aoki va aparèixer amb Silverman, i va indicar que no va acceptar l'explicació de Silverman, dient que no va ser una sàtira reeixida, que ella hauria d'haver substituït "chink" per "persona xinesa", i que els comediants han de consultar amb col·lectius com el seu abans de realitzar aquest material.
Silverman va indicar que en una entrevista amb Fresh Air de la NPR li van demanar repetir la broma al programa Politically Incorrect, entre altres llocs, però al final va treure la broma de les seves actuacions perquè li va semblar que s'estava desfasant.
Des de llavors Silverman ha tornat a la crítica usant-la en les seves actuacions, on diu que l'experiència li va ajudar a aprendre que el racisme és dolent: "And I mean bad, like in that black way" (I vull dir dolent, d'una manera negra). El seu espectacle fa aixecar de la cadira als espectadors quan realitza declaracions racistes de forma irònica, pronunciades de manera seriosa:
"Everybody blames the Jews for killing Christ, and then the Jews try to pass it off on the Romans. I'm one of the few people who believe it was the blacks" (Tots culpen als jueus de matar a Crist, i després els jueus li tiren la culpa als romans.. Jo sóc una de les poques persones que creuen que van ser els negres).
"I was raped by a doctor, which is so bittersweet for a Jewish girl" (Vaig ser violada per un doctor, la qual cosa és agredolça per a una noia jueva).
"Everyone knows that the best time to get pregnant is when you're a black teenager" (Tots saben que el millor moment per quedar-se embarassada és quan ets una negra adolescent).
“Nazis are assholes”, she repeats for added effect. “They’re cute when they’re little. Why can't they just stay small?…” Her smile disappears. “But the Holocaust isn't always funny. And I will tell you something that I truly believe: That if black people were in Germany during World War II, the Holocaust would have never happened”. She pauses. “Or, not to Jews…” (“Els nazis són imbècils”, repeteix per donar-li més èmfasi. “Són bufons quan són petits. Per què no poden romandre petits?…” El seu somriure desapareix. “Però l'Holocaust no va ser sempre divertit. I us diré alguna cosa que realment crec: Que si els negres haguessin estat a Alemanya durant la Segona Guerra Mundial, l'Holocaust mai hauria tingut lloc”. Fa una pausa. “O, almenys no als jueus…”).
Un altre moment clàssic de Silverman és quan Paul Provenza va anomenar "desconcertant i incòmoda" presentació de la broma infame anomenada The Aristocrats en el seu documental del mateix nom. En la seva versió ella acusa a Joe Franklin de violar-la, sempre mantenint una expressió totalment seriosa. Després de l'estrena del film, Franklin es va sentir ofès per l'actuació de Sarah, preocupat que pogués danyar la seva reputació. Va considerar demandar-la fins que va quedar convençut que només havia estat un acudit.
Es diu també que en els MTV VMA'S del 2007, minuts abans de la sortida de Britney Spears, li va dir a ella que els seus fills eren "l'error més bonic de la seva vida".

## Política i activisme
Sarah Silverman ha manifestat sovint les seves inclinacions poklítiques progressistes. Va donar suport a Barack Obama en les eleccions de 2008 i el 2012. Manifestà també el seu suport al senador Bernie Sanders en les primàries demòcrates per a les eleccions presidencials de 2016, i també a les de 2020. Ha criticat durament el govern de Donald Trump i les seves polítiques.
Va mostrar el seu rebuig a les polítiques migratòries de l'agència d'Immigració i control d'aduanes ICE, i especialment la separació de famílies i deportació de menors.
Silverman dona suport a la campanya de Boicot, Desinversió i Sancions contra l'Estat d'Israel i la seva ocupació de Palestina, fent èmfasi en que "No és antisemitisme criticar un govern", "Estic bé amb el BDS sempre que estigui clar que estàs boicotejant un govern i no un poble".

## F@#ing Matt Damon
Silverman va protagonitzar al costat de Matt Damon un vídeo musical en el qual la comediant explica que va tenir relacions sexuals amb Damon. El vídeo va ser una sensació en el seu moment. La cançó està a YouTube amb més de 9 milions de vistes i creixent, el vídeo va ser tan popular que la pel·lícula Disaster Movie la va incloure en una escena amb canvis en la lletra.
Quan va sortir el vídeo, Silverman mantenia una relació amb Jimmy Kimmel. Ell va respondre amb un musical similar amb Ben Affleck de protagonista el qual paròdicament és F@#ing Ben Affleck.

## Curiositats
- Va ser l'estrella convidada en un episodi de la segona temporada del programa estatunidenc Monk, interpretant a una fanàtica obsessionada i assistent del fictici detectiu. El xou, per tant, va destacar per tenir molt meta-humor, i ella va tenir una part principal.
- Interpreta a Reny Robinson, una estudiant de comunicacions del segle XX en Star Trek: Voyager (capítols 8 i 9 de la tercera temporada, "la fi del futur").
- A The Howard Stern Show, va admetre lluitar contra l'enuresi nocturna quan era una adolescent.[21] Va dir que l'última vegada que va mullar el llit va ser quan va ser acomiadada del Saturday Night Live.[22]
- En un episodi de Seinfeld, va interpretar a la promesa de Krame, que patia de "cames de Jimmy", mèdicament conegut com a Síndrome de moviments periòdics de les cames.
- Segons el comentari d'àudio en el DVD de Clerks II, el director Kevin Smith li va oferir el rol que eventualment va ser de Rosario Dawson, però ho va rebutjar davant la por de pertànyer al tipus de repartiment on personifica "rols de promesa". No obstant això, li va dir a Smith que el paper era "realment divertit" i va comentar que si li oferien el paper de Randall Greus ho faria sense pensar-ho.
- Va aparèixer com ella mateixa en la sèrie de HBO, Entourage, en la qual parla amb el personatge Ari Gold en el camerí de Jimmy Kimmel Live.
- El comediant Tig Notaro és un dels seus millors amics en The Advocate[23]
- Va posar la seva veu a una antiga promesa de Fry en un episodi de Futurama.
- En l'episodi "Pipe Camp" de Tom Goes to the Major, Silverman es va posar un fatsuit per interpretar la consellera del camp, Barb Dunderbarn.
- Silverman va donar veu a la cosina amb retard mental de la Princesa Clara, Bleh, en el xou animat, Drawn Together.
- Silverman va aparèixer en un dels primers capítols de JAG de 1997 titulat "Blind Side" com la Tinent Tina Schiparelli.
- Durant una entrevista de Rolling Stone va fer broma en dir: "I didn't lose my virginity until I was twenty-six. Nineteen vaginally, but twenty-six what my boyfriend calls 'the real way'" (No vaig perdre la meva virginitat fins als vint-i-sis. Dinou anys vaginalment, però als vint-i-sis va tenir lloc el que el meu promès va anomenar 'la manera veritable').
- Silverman va interpretar al personatge Robositter, en un episodi de Aqua Teen Hunger Force.
- Va ser presentadora als premis MTV Movie 2007 el 3 de juny de 2007.